# Isabelle Iliano
Isabelle Iliano (2 marzo 1997) è una calciatrice belga, difensore del Club YLA e della nazionale belga.

## Statistiche

### Presenze e reti nei club
Statistiche (parziali) aggiornate al 17 maggio 2025.
| Stagione                    | Squadra                     | Campionato                  | Campionato | Campionato | Coppe nazionali | Coppe nazionali | Coppe nazionali | Coppe continentali | Coppe continentali | Coppe continentali | Altre coppe | Altre coppe | Altre coppe | Totale | Totale |
| Stagione                    | Squadra                     | Comp                        | Pres       | Reti       | Comp            | Pres            | Reti            | Comp               | Pres               | Reti               | Comp        | Pres        | Reti        | Pres   | Reti   |
| --------------------------- | --------------------------- | --------------------------- | ---------- | ---------- | --------------- | --------------- | --------------- | ------------------ | ------------------ | ------------------ | ----------- | ----------- | ----------- | ------ | ------ |
| 2019-2020                   | Club Bruges                 | SL                          | 17         | 0          | CB              | ?               | ?               | -                  | -                  | -                  | -           | -           | -           | 17+    | 0+     |
| 2020-2021                   | Club YLA                    | SL                          | 18+7       | 1+0        | CB              | ?               | ?               | -                  | -                  | -                  | -           | -           | -           | 25+    | 1+     |
| 2021-2022                   | Club YLA                    | SL                          | 17+4       | 1+1        | CB              | ?               | ?               | -                  | -                  | -                  | -           | -           | -           | 21+    | 2+     |
| 2022-2023                   | Fortuna Sittard             | SL                          | 8          | 1          | CB              | 1               | 0               | -                  | -                  | -                  | -           | -           | -           | 9      | 1      |
| 2023-2024                   | Club YLA                    | SL                          | 16+7       | 1+0        | CB              | 3               | 0               | -                  | -                  | -                  | -           | -           | -           | 26     | 1      |
| 2024-2025                   | Club YLA                    | SL                          | 14         | 0          | CB              | -               | -               | -                  | -                  | -                  | -           | -           | -           | 14     | 0      |
| Totale Club Bruges/Club YLA | Totale Club Bruges/Club YLA | Totale Club Bruges/Club YLA | 100        | 4          | -               | 3+              | 0+              | -                  | -                  | -                  | -           | -           | -           | 103+   | 4+     |
| Totale carriera             | Totale carriera             | Totale carriera             | 108        | 5          | -               | 4+              | 0+              | -                  | -                  | -                  | -           | -           | -           | 112+   | 5+     |

## Palmarès

### Club
- Coppa del Belgio: 3

Gent: 2016-2017, 2018-2019
Club YLA: 2023-2024